# Historia del Cádiz Club de Fútbol
Historia del Cádiz Club de Fútbol, equipo de fútbol de Cádiz, (Andalucía, España).

## Orígenes
La fundación del Cádiz C. F. está datada el 10 de septiembre de 1910, fecha de registro de los estatutos de la sociedad Cádiz Foot-Ball Club en el libro de registros de sociedades del Gobierno Civil de Cádiz, en virtud de lo cual la Real Federación Española de Fútbol da esta fecha del año (1910) como la fundacional del actual Cádiz Club de Fútbol. Se tiene constancia de que el primer presidente del Club fue José Rivera y Lora, que junto con varios aficionados más, decidieron formalizar legalmente en el Registro Civil la creación de la primera asociación de fútbol llegado a Cádiz por mediación de los buques británicos que arribaban al puerto marítimo de la ciudad.
Un año después, tienen lugar dos importantes acontecimientos para el fútbol gaditano. En primer lugar, el 14 de enero de 1911 nace un nuevo club el Español Foot-Ball Club, el cual tendría un destacado protagonismo en los primeros años del fútbol en la ciudad y en segundo lugar, en octubre el Cádiz Foot-Ball Club se inscribe en la Federación Sur de Fútbol, siendo el primer club gaditano en hacerlo.
Gracias a José Aramburu e India, presidente de la Junta del Tiro Nacional, el Español de Cádiz comenzó a disputar sus encuentros en el Campo del Tiro Nacional o Campo de las Balas, inaugurado el 12 de marzo de 1911 con un partido entre el Español y el Cádiz F.C., ganando este último por 2-0.
El Español de Cádiz conseguiría proclamarse el 23 de enero de 1916 campeón del primer Campeonato de Andalucía organizado por la Federación Sur de Foot-Ball. En la gran final derrotaría al Sevilla FC por 2-1.
El 22 de abril de 1923, el Español de Cádiz inauguró el Campo Ana de Viya, situado en los terrenos que ocupa actualmente el Colegio de San Felipe Neri, con el partido Español FC y Gibraltar FC, ganando el equipo calpense por un tantos a tres.
El 10 de febrero de 1929 se disputa la primera jornada del recién creado Campeonato Nacional de Liga. Se formó una Primera División con diez equipos, y dos grupos de Segunda División. El fútbol gaditano, en profunda crisis, no obtiene representación en dicho campeonato. Se produce la total decadencia del Español de Cádiz, equipo representativo de la ciudad, desapareciendo en 1929 y tomando el relevo del mismo el Mirandilla.

## Años 1930

### El Mirandilla
El 15 de enero de 1931 es la fecha que aparece en el Archivo Histórico Provincial de Cádiz como la de la fundación de la Sociedad Cultural y Deportiva Mirandilla FC. Rafael Díaz Pérez fue su primer presidente. El equipo surge en el Colegio de San Miguel Arcángel.
El Mirandilla cerca con alambradas y chumberas, el antiguo Campo del Velódromo, situado en el barrio de San Severiano, donde hoy se sitúa la barriada de España. El 27 de agosto de 1933 se produce la inauguración del nuevo Campo de Deportes Mirandilla, situado junto a la Plaza de Toros. En el partido inaugural se enfrentó al Mirandilla F.C. el Real Betis Balompié, ganando los béticos por 5-3. En dicha temporada 1933-34 el Mirandilla sustituye su uniforme con camisetas hasta ahora listadas negri-gualda y azul-gualda por unas totalmente amarillas y calzón azul, colores representativos lasalianos. Aquel año el equipo, bajo la batuta de Juan Armet Kinké, participa en el Campeonato Regional de Segunda Categoría quedando campeón del mismo.
En agosto de 1935 en promoción al Campeonato Superregional y a la Segunda División, el Mirandilla derrota al Onuba FC por 1-0, consiguiendo de esta forma el primer ascenso a la categoría de plata del fútbol español. En este campeonato de 1935/36, su primera temporada en Segunda División, el equipo paga la novatada y queda penúltimo por delante del Elche CF, consumando su descenso de categoría.

### De Mirandilla a Cádiz FC
Al final de temporada, en una asamblea convocada para el 24 de junio de 1936 en la Peña de Cazadores de la ciudad, se acuerda cambiar el nombre del Club por el de Cádiz Fútbol Club, denominación más representativa de la ciudad. La presentación oficial bajo esta nueva denominación de Cádiz F.C. tiene lugar el 27 de septiembre de 1936, en plena guerra civil. El escenario es el Campo de Deportes Mirandilla, y el rival el CD Arsenal de San Fernando, antecesor del actual Club Deportivo San Fernando. Ganó el Cádiz por 6-3. En el Cádiz fueron alineados: Bueno, Ordóñez, Sorribas, Núñez, Beguiristain, Paulino, Casti, Larequi, Luiti, Romerito y Pichi.

## Años 1940
Tras la guerra civil, en la temporada 1939/40 se reanuda la competición oficial y tras una serie de gestiones a nivel federativo, el Cádiz F.C. es incluido en la Segunda División Nacional, en el Grupo V. En esta campaña se inicia la temporada con una directiva de solo cuatro componentes: Rafael López Gazzo, Juan Oliveros, José Montesinos y Antonio Martín de Mora. El cargo de entrenador recae sobre el jugador y capitán, Santiago Nuñez. La plantilla la componen solo diecisiete jugadores, incluido el entrenador; y pese a toda esta precariedad, surge la sorpresa y el Cádiz FC se proclama campeón de su grupo. De este modo el Cádiz se gana el derecho a disputar la liguilla de campeones que hará que los dos primeros clasificados sean nuevos equipos de Primera División. Tras un brillante inicio, la liguilla se complica al final, y el Cádiz se disputa el ascenso en el Campo de Mirandilla, el 5 de mayo de 1940 ante el Real Murcia. Una derrota por la mínima bastaba, pero el Murcia vence por cero tantos a dos. Y pese al empate a puntos en la cabeza de la clasificación con el Murcia y el Deportivo de la Coruña, el Cádiz queda en tercera posición haciendo imposible el ascenso.
Esta derrota marcará mucho el devenir de las siguientes temporadas; el desánimo se apodera de la afición y tras permanecer tres temporadas más en Segunda División el equipo desciende a Tercera, de forma que al inicio de la temporada 1943/44 la crisis deportiva y económica obligan al Cádiz a unirse con el CD Hércules, naciendo la nueva entidad Hércules de Cádiz CF, que competirá en el Grupo VIII de la Tercera División. La temporada resulta tan catastrófica que al final de la misma el Cádiz debe disputar una promoción de permanencia ante el Melilla. El partido de ida, disputado el 18 de junio de 1944 en Melilla, da el fatal resultado de 3-1 a favor de los norteafricanos. En el de vuelta, disputado el 25 del mismo mes, el Cádiz volvió a perder por 1-2, pese a adelantarse en el marcador. El partido estuvo lleno de incidentes, incluso se produjo la agresión del colegiado del encuentro, el cual recibió un puñetazo en la boca por parte de un jugador cadista. El Cádiz perdía la categoría nacional.
Pese a todo ello, un grupo de aficionados hace resurgir al club de sus cenizas, consiguen reunir el dinero suficiente para cubrir las deudas y el 19 de octubre de 1944 en asamblea deciden separarse del CD Hércules, para competir como Cádiz CF, con renacidas fuerzas para luchar en la 1ª Regional. En la liga regular el Cádiz queda campeón de 1ª Regional y pasa a disputar la liguilla de ascenso. En la liguilla es eliminado por el equipo del Calavera de Sevilla, pero gracias a una reorganización de la Tercera División y a la retirada del Calavera al no tener terreno de juego propio, le corresponde al equipo gaditano disputar una promoción con el Atlético de Tetuán, el cual había quedado colista del Grupo IX de Tercera División. El 2 de septiembre de 1945 se celebra el partido de ida en Tetuán, ganando este por 3-0. La vuelta se celebra el 9 de septiembre en Mirandilla, igualándose la eliminatoria al vencer el Cádiz por 4-1. Este resultado hace necesario un desempate que se celebra el 11 de septiembre en el Campo de Nervión de Sevilla. En un emocionante encuentro, y tras una prórroga, el Cádiz gana por 3-2, lográndose de este modo, el retorno a la categoría nacional, la Tercera División.

## Años 1950

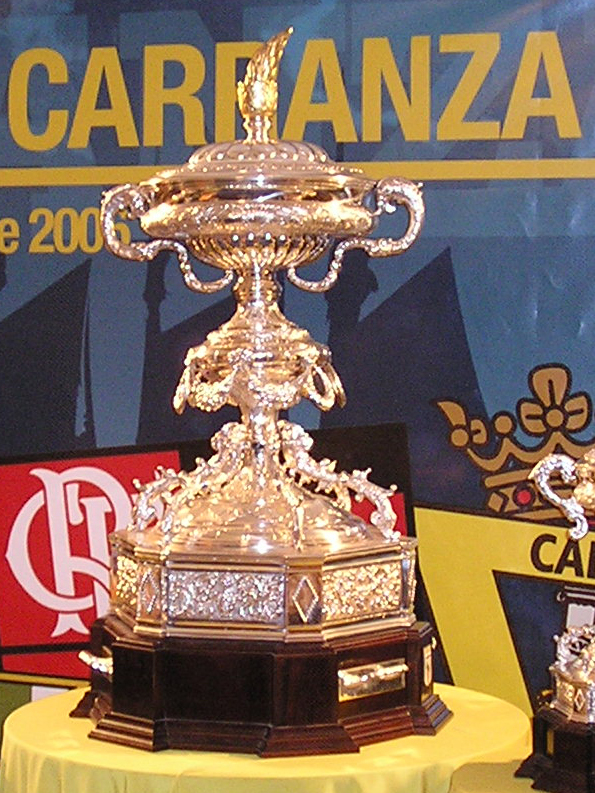
El Trofeo Carranza se disputó por primera vez en 1955.

Durante diez temporadas consecutivas, el Cádiz peregrinó por la Tercera División, desde la 1945/46 hasta la 1954/55. Lo más destacado de este periodo fue la temporada 1950/51. Al principio de la misma el club estuvo a punto de ser entregado a la Federación Andaluza para su desaparición ante la imposibilidad de encontrar un presidente que se hiciera cargo del mismo; pero Vicente del Moral Alonso, en una larga asamblea se ofrece como presidente antes de ver desaparecer la entidad. El primer acuerdo que adoptaron los nuevos dirigentes fue cambiar el color de las camisetas por el color morado del pendón de la ciudad. Este hecho solo tuvo lugar durante aquella temporada, a la siguiente se recuperó el amarillo y el azul.
Tras doce años de ausencia, en la temporada 1954/55 se consigue el ascenso a Segunda División. Afrontaba el Cádiz aquella temporada con Juan Ramón Cilleruelo como presidente y Diego Villalonga como entrenador. El comienzo de la misma fue algo difícil, dado que a consecuencia de una reestructuración de la Tercera División en la que esta se ampliaba hasta 163 equipos, fue opinión general de la afición el retirar el Club de la competición nacional. Pero presidente y entrenador, se enfrentan solos a la continuidad del Club en la categoría. Gracias a esta persistencia el equipo compite en el Grupo XI de la Tercera División y tras una gran temporada el Cádiz se proclama campeón de su grupo y disputa la liguilla de ascenso a Segunda División en la que forma parte del grupo IV compuesto por ocho equipos. El 1 de mayo de 1955, en Don Benito, en la última jornada de la liguilla el Cádiz consigue un empate a cero goles que le vale para proclamarse campeón del grupo y conseguir de este modo el ascenso. El recibimiento del equipo fue apoteósico, los aficionados en diferentes medios de locomoción se trasladaron hasta el inicio del término municipal en el Río Arillo para escoltar al autobús del equipo hasta el Ayuntamiento. Con este ascenso se inicia un ciclo en la existencia del club durante el cual el equipo permanece durante catorce años consecutivos en la Segunda División, desde la temporada 1955/56 hasta la 1968/69.
El 3 de septiembre de 1955 se inaugura el Estadio Ramón de Carranza, con el encuentro Cádiz CF – FC Barcelona, que finaliza con un 0-4 a favor de los catalanes. Ese mismo año, también se disputa la I edición del Trofeo Ramón de Carranza.
El 5 de octubre de 1958 debuta como jugador del Cádiz el extremo izquierda Manolín Bueno, el cual aquella misma temporada sería traspasado al Real Madrid por la importante cifra, para aquella época, de un millón doscientas mil pesetas.
La temporada 59/60 tiene que resolverse con una promoción de permanencia disputada con el Algeciras, y que supera el equipo amarillo de forma apurada.

## Años 1960
En 1959, accede a la presidencia del club el gallego Francisco Márquez Veiga, uno de los presidentes que más años han permanecido en la dirección de la entidad. Durante su mandato imperó la política de reducción de gastos y la promoción de gente joven en el equipo. Fue su filosofía los proyectos a largo plazo, y por ello mantuvo como entrenador a José Luis Riera durante tres temporadas, y a Julio Vilariño le hizo un contrato por cinco temporadas de las cuales solo pudo cumplir cuatro.
En la temporada 62/63, el Cádiz estuvo a punto de lograr el ascenso a la Primera División. Aquel mismo año cabe destacar la presencia en el equipo del peruano Máximo Mosquera, el cual se convertiría en ídolo para la afición, pero por problemas de adaptación solo estuvo aquella única temporada.
La promesa de la catera gaditana, Juanito Mariana, fue traspasado al FC Barcelona en la temporada 63/64.
En la temporada 64/65, el Cádiz tuvo que jugar una promoción para salvarse del descenso. Se disputó contra un equipo vasco, la SD Eibar. En la ida se pierde en Ipurúa por 2-0, y en la vuelta en Carranza se iguala la eliminatoria al vencer el Cádiz por el mismo resultado que en la ida. El desempate se celebró en Madrid, en el viejo campo Metropolitano, venciendo el Cádiz por 4-1 tras ir perdiendo en el descanso por 0-1.
La temporada 68/69 fue para olvidar en la historia del club. Pese al gran esfuerzo de su presidente, el equipo desciende a la Tercera División.

## Años 1970
En la temporada siguiente (69/70) solo se perdió un partido, con el Sevilla Atlético en el Estadio Ramón Sánchez Pizjuán, ganando 28 encuentros y empatando en 9 ocasiones. El presidente, Francisco Márquez Veiga, solicitó a la prensa un plazo de confianza de una temporada para devolver el equipo a la Segunda División, y con León Lasa en el banquillo lo logró. Quedó al margen de las celebraciones, y después de un período de 10 temporadas dejaba la entidad sin haber conseguido lo que tanto anheló: el ascenso a la Primera División.
El equipo acabó la liga regular como campeón del Grupo VII de Tercera División, teniendo que promocionar para el ascenso con el Racing de Santander. En el partido de ida celebrado en Cádiz se empató a cero goles, pero en el de vuelta en Santander, celebrado el 21 de junio de 1970, el Cádiz ganaba por 0-1. El recibimiento al equipo fue esplendoroso, celebrándose el ascenso por toda la ciudad.
De nuevo en Segunda División toma el relevo en la presidencia el exsecretario del anterior presidente, José Antonio Gutiérrez Trueba. Aquel año debutan en el equipo dos prometedores centrales, Andrés y Migueli, que en su día serían traspasados al Real Madrid y al FC Barcelona respectivamente. También jugó en el equipo, cedido por el Sevilla FC, el meta isleño Paco que en tiempo después se le conocería como SuperPaco.
La temporada siguiente, 71/72, resulta totalmente nefasta, pasando por el banquillo hasta tres entrenadores: García Andoain, Fernando Daucik y José Antonio Naya. Se tiene que disputar la promoción de permanencia con el Sestao. Se gana en Sestao por 1-2, y a la vuelta en Cádiz se empata 2-2, despidiendo el público al equipo con una sonora bronca.
Al objeto de mejorar la desastrosa temporada anterior, Gutiérrez Trueba contrata al exseleccionador nacional, Domingo Balmanya. En la primera temporada de Balmanya se incorpora al primer equipo el canterano Mané. Ese mimo año se crea ese mismo año el Cádiz B.
Durante la segunda temporada de Balmanya como entrenador (1973/74)formaron parte de la plantilla cadista jugadores como: Eloy, Ibáñez, Fernando Carvallo (jugador chileno procedente de la Unión Española de Chile, que llegó a convertirse en ídolo de la afición), Cenitagoya, Marín, Julio Puig, Díaz, Tanco, Mané, Machicha, Isidoro, Mori y Baena, siendo este último Pichichi de la categoría con 23 goles. Tras una buena primera vuelta, al final se escapó el ascenso por muy poco quedándose en el puesto 5º de la clasificación.
A la siguiente temporada Gutiérrez Trueba presenta su dimisión y se elige como nuevo presidente a Vicente Alonso González, el cual hereda una entidad en crisis deportiva y económica que haría que la siguiente campaña, 1975/76, fuera para olvidar, con cuatro entrenadores en el banquillo (Sabino Barinaga, Juan Arza, Adolfo Bolea y Luis Escarti), y en la que pese a una última victoria en Tarragona por 0-1, no se puede eludir la promoción en la cual se supera a otro equipo vasco, el Barakaldo. El Cádiz gana 3-0 en Carranza y en la vuelta se pierde por 3-2 manteniéndose la categoría.
En la temporada 1976/77 se estrena en la presidencia Manuel de Diego Moreno, tras la dimisión de Vicente Alonso.
Por recomendación del periodista deportivo José María García, se contrata como entrenador a Enrique Mateos, exfutbolísta del Real Madrid y sin mucha experiencia en los banquillos. Se traspasó durante la campaña al canterano Manolo Botubot al Valencia CF por 25 millones de pesetas. Y en tras una gran campaña, con jugadores como: Quino, Mané, Ibáñez, Carvallo, Ortega, Villalba, Blanco, Santamaría y Puig, en la tarde del 5 de junio de 1977 al vencer en Carranza por 2-0 al Tarrasa, con goles de Villalba y Ortega, se consigue el ascenso a Primera División. La ciudad vivió una celebración de desbordante alegría por todas sus calles.
En el verano de 1977 el Cádiz participa por vez primera en su Trofeo Ramón de Carranza. El año siguiente, en su primera temporada en Primera, el Cádiz paga la novatada y desciende de categoría. Se produce el debut de Pepe Mejías, en un partido que el Cádiz juega como local en el estadio Domecq de Jerez de la Frontera, por cierre del Carranza (Cádiz, 2 – RCD Español, 4). Enrique Mateos no finaliza la temporada siendo sustituido por Mariano Moreno. Manuel de Diego dimite al finalizar la campaña.

## Años 1980: La época dorada
De nuevo en Segunda División donde se permanece durante tres años consecutivos. Accede a la presidencia Manuel Irigoyen Roldán, en sus dos primeros años de su mandato, contrata para el banquillo al argentino Roque Olsen. En la tercera temporada llega el entrenador yugoslavo Dragoljub Milošević y se confecciona, el equipo más gaditano de la historia con jugadores de la cantera y de la provincia, salvo las excepciones puntuales de Dos Santos, Hugo Vaca, Zúñiga, Lalovic y Mané II. Se aspiraba simplemente a la permanencia, pero en un buen final de campeonato llega la última jornada de liga. El 24 de mayo de 1981, se enfrenta en tierras alicantinas al Elche CF. Al equipo local le bastaba empatar para conseguir el ascenso, y el Cádiz obligatoriamente debía ganar. El Cádiz se alzaba con el triunfo por 1-2, con goles de Zúñiga y Pepe Mejías, consiguiéndose de este modo el segundo ascenso a la Primera División. La alineación del Cádiz de aquella tarde fue: Bocoya, Juan José, Dos Santos, Hugo Vaca, Amarillo, Zúñiga, Manolito, Luque, Mejías I, Choquet (López, 86) y Mané I. Con este ascenso se inicia un ciclo continuo de ascenso-descenso, de Segunda a Primera, que dura unos seis años, y que da lugar al apelativo con el que se conoció el equipo, el Submarino Amarillo.
En su regreso a la Primera División el Cádiz gana en el verano de 1981 su primer Trofeo Carranza, al vencer en la final al Sevilla FC por 1-0, con gol de Dieguito. El equipo en aquella temporada se ganó el calificativo del Matagigantes, dado que del Carranza hizo un fortín en el que derrotó a la mayoría de los equipos poderosos de la categoría: Real Sociedad (2-1), FC Barcelona (1-0), Real Madrid (1-0), Athletic Club (3-0), Real Zaragoza (2-0), Sevilla FC (1-0) y Atlético de Madrid (1-0). Pero fuera de Carranza se perdieron todos los partidos excepto el último en Castellón que ganó por 0-1, por lo que al final de campaña, pese a quedar empatado a puntos con UD Las Palmas y Sporting de Gijón, por culpa del gol-average, se desciende de categoría. Se traspasa al Real Madrid el lateral gaditano, Juan José, que llegaría a ser internacional absoluto con la selección española.
Tras el mundial de España, se ficha al mundialista salvadoreño Mágico González, el cual se convierte en ídolo indiscutible de la afición gaditana. Continua como entrenador el yugoslavo Milosevic y se ficha también a un compatriota suyo, Mirko Vojinovic. El 22 de mayo de 1983, se asciende por tercera vez a Primera División al ganar en Carranza de nuevo al Elche CF por 3-1, con goles de Pepe Mejías (2) y Mágico González, y perder el Deportivo de la Coruña en su campo con el Rayo Vallecano por 1-2. En el verano de 1983 el Cádiz gana su segundo Trofeo Carranza venciendo en la final al Real Betis por penaltis, tras empatar 1-1.
Su nuevo paso por la Primera División resulta fugaz como los dos anteriores y solo dura una temporada, 1983/84. En su regreso a la Segunda División, el Cádiz lleva a cabo una gran temporada, ocupando siempre el primer o segundo puesto, proclamándose campeón de invierno, con el portero menos goleado de la categoría, Trofeo Zamora para SuperPaco, con 21 goles encajados en 31 partidos y con el máximo goleador del campeonato, Trofeo Pichichi para Salva Mejías, con 17 goles. A falta de cuatro jornadas el equipo se proclama matemáticamente como ascendido a Primera División. Esto tuvo lugar el 21 de abril de 1985, bastaba con un empate para conseguir el objetivo. El lleno era total en Carranza, en las celebraciones un inconsciente lanzó una bengala desde la preferencia que se estrelló en el pecho de un aficionado de tribuna causándole la muerte. El equipo pese a ascender pierde con el CD Castellón por 0-1 y la alegría del ascenso se convierte en una gran bronca de los aficionados hacia los jugadores y el entrenador, Benito Joanet. Se suspendieron todas las celebraciones.
A partir de aquí se inicia el ciclo más largo del Cádiz en Primera división. En el verano de 1985 se gana el Trofeo Carranza venciendo en la final al Gremio de Porto Alegre en la tanda de penaltis, tras empatar 1-1. Se inicia una nueva temporada, con Paquito como entrenador, y se consigue por primera vez en la historia la permanencia en Primera División, con un polémico empate en Carranza ante el Real Betis.
En agosto de 1986 se consigue por segundo año consecutivo el Trofeo Carranza venciendo en la final al Real Betis por penaltis, tras empatar 1-1. En esta temporada se disputa la famosa campaña de los play-off. El Cádiz termina colista en la liga regular y vuelve a repetir plaza en el play-off, pero sucede que se lleva a cabo una reestructuración ampliando la Primera División hasta 20 equipos, por ello sólo desciende un equipo. Ante esto Manuel Irigoyen propone y es aceptado que no fuera el último el que descienda, sino el peor de una liguilla de la muerte, a una sola vuelta, entre los tres equipos que debían descender, es decir, Racing de Santander, CA Osasuna y Cádiz, ya que "si hubiéramos sabido que sólo iba a descender un equipo habríamos luchado por no quedar últimos, cuando ya no teníamos posibilidades de quedar cuartos por la cola". El Cádiz de la mano de David Vidal empata sus dos encuentros por 1-1 y gracias a la victoria del Osasuna sobre el Santander por 2-0, es este último el que desciende. Un Cádiz totalmente desahuciado y condenado al último lugar de la clasificación, logró salvar la categoría gracias a la picardía de su presidente.
En la temporada 1987/88, de la mano de Víctor Espárrago se obtiene la mejor clasificación de toda la historia del Cádiz CF en Primera División, duodécimo lugar en la tabla. El Cádiz B comienza a dar sus frutos, con una buena generación de jóvenes promesas como Alfonso Cortijo, Barla, José González, Poli, etc.
En la siguiente temporada 1988/89 se contrata los servicios del entrenador austríaco Helmut Senekowitsch, pero pronto destituido y sustituido luego por David Vidal. El equipo se mantiene en la zona baja de la clasificación y en el último partido se gana en Murcia por 0-1, con gol de José González, y el Cádiz se salva del descenso y la promoción.
La temporada 1989/90 queda marcada por la larga polémica David Vidal–Mágico González. La afición demanda la presencia de Mágico, pero Vidal no lo alinea alegando que no trabaja para el equipo. En los cuatro últimos partidos de liga, con Collin Addison en el banquillo, es necesario el triunfo y se consigue ganándolos todos por 1-0. En uno de ellos se dio el curioso caso que ganó 0-1 en Tenerife sin tirar ni una sola vez a portería; el gol fue obra del defensor local Manuel Hierro en propia puerta. En la Copa del Rey se obtiene la mejor clasificación de la historia alcanzando las semifinales donde es eliminado por el Real Madrid.

## Años 1990
En la temporada 1990/91 de nuevo se llega con el agua al cuello en el final de temporada, aunque consiguen una victoria de oro ante el Real Madrid en Carranza, y, sobre todo, agarrarse a la promoción venciendo los tres últimos partidos de casa. En una gran tarde se derrota al dream team del FC Barcelona de Johan Cruyff por un abultado 4-0, cuando los catalanes venían al Carranza dispuestos a celebrar en Cádiz su título de Liga; dos semanas más tarde, logran vencer por 2-1 a un Sevilla Fútbol Club que vino dispuesto a no regalar el partido, que finalmente cae con un agónico gol de Pepe Mejías en el minuto 89. De nuevo, con posibilidades para salvarse, se llega a la última jornada y el Cádiz se la jugaba en Carranza con el Real Zaragoza, el cual venía con la intención de eludir la promoción. El equipo maño se adelantó en el marcador dejando la situación casi insalvable, con un gol del Paquete Higuera en el minuto 65. Sin embargo, el tandem Ramón Blanco-Lorenzo Buenaventura, que ocupa el banquillo al haber sustituido al argentino Héctor Veira, decide dar entrada al campo a un chaval de la cantera, Kiko Narváez. Faltando nueve minutos para la conclusión del partido, el Cádiz estaba con los dos pies en Segunda División, pero Kiko provoca un penalti que es transformado por el argentino Dertycia y un minuto después, el propio Kiko conseguía el gol del triunfo, y el Cádiz, junto con el Zaragoza precisamente, accede a la promoción escapando del descenso, adonde cae el CD Castellón al perder su partido ante un Real Oviedo que buscaba entrar en la Copa de la UEFA. En la promoción, el obstáculo es el CD Málaga. Tras perder en la Rosaleda por 1-0, se consigue igualar la eliminatoria en Carranza con gol de José González y tras sufrir las expulsiones de Barla y Quevedo consiguen aguantar lo que queda de partido y la prórroga, para llegar a una dramática tanda de penaltis donde falló Raúl Procopio, pero que cuando todo parecía perdido Szendrei paraba dos penaltis seguidos, el primero a Mata, en el quinto y último lanzamiento regular que le hubiera valido el ascenso al Málaga, y el segundo, tras marcar Juan José para el Cádiz en el primer lanzamiento de muerte súbita (su última acción en el fútbol profesional), le para a Emilio el penalti decisivo que dejaba de nuevo un año más al Cádiz en la élite del fútbol español.
La temporada siguiente, con Ramón Blanco en el banquillo, el Cádiz elude también el descenso directo en la última jornada, aunque de forma menos agónica que la temporada anterior. Del transcurso liguero se destaca el empate a un gol en el Bernabéu ante el Real Madrid con gol de Moisés Arteaga y en el Nuevo Estadio José Zorrilla ante el Real Valladolid, donde conseguía empatar a dos goles cuando pasaban cuatro minutos del noventa, lo que le permitió llegar más cómodo a la última jornada, ya que con un empate ante el Sporting de Gijón en Carranza, que no se jugaba nada, era suficiente, y finalizó 1-1. La promoción la disputa con el Figueras y de un modo relativamente cómodo la supera, ganando en casa por 2-0 con goles del brasileño Mario Tilico y el chiclanero Fali Benítez, y empatando a 1 en Figueras con gol de Mami Quevedo. Nuevamente se consigue mantener la categoría.
En la temporada 1992/93 finaliza la época dorada del Cádiz en primera división. Esta temporada no se repitió el milagro. Se convierte el club en sociedad anónima deportiva. Los empresarios no responden y la afición no tiene el poder adquisitivo necesario para hacerse con las acciones del club, Irigoyen se ve en la necesidad de convencer al Ayuntamiento para que se haga cargo de las acciones. Se sitúa como presidente al concejal socialista Rafael Garófano, que ante la prioridad de recuperar la cantidad invertida, a través de unas negociaciones llevadas a cabo por Irigoyen, traspasa la sociedad a un grupo de inversores (Cádiz Promociones Deportivas) encabezados por Jesús Gil, presidente del Atlético de Madrid. El Cádiz desciende a Segunda División. Durante el verano Kiko y Quevedo son traspasados, al Atlético de Madrid. También se marcha Moisés Arteaga al RCD Español.
En la temporada 1993/94, pese a partir como favorito, los resultados negativos se van sucediendo, así como los entrenadores por el banquillo. Hasta cuatro técnicos intentaron enderezar el rumbo, pero el equipo se hunde en la Segunda División B, de la mano con el Real Burgos Club de Fútbol, que también desciende vertiginosamente dos años seguidos. Irigoyen, que había sido nombrado director general, tuvo sus más y sus menos con Jesús Gil y abandona la entidad. De este modo se va el presidente de mayor permanencia en el cargo y el más laureado de la historia del Cádiz. Gil, designa como nuevo director general de la entidad a José Luís Fernández Garrosa.
Como únicos éxitos en estos años el Cádiz gana consecutivamente los Trofeos Carranza de 1993 y 1994, ambos en la tanda de penaltis, tras sendos empates con SE Palmeiras (1993) y Sevilla FC (1994).
La primera etapa de la Segunda División B, dura nueve largos años. Durante la pretemporada 1995/96 el equipo está a punto de desaparecer debido a los problemas económicos, pero gracias a un grupo de cadistas encabezados por Antonio Muñoz Vera y Manuel García Fernández, la entidad vuelve a manos gaditanas. Aquel año durante el transcurso del campeonato, debido a los malos resultados, son despedidos cinco jugadores: Zapatera, Pino, Ortiz, Bono y Garitano. A la semana siguiente fue cesado el entrenador, Paco Chaparro.
El binomio Muñoz-García se rompe, en la temporada 1996/97 con la dimisión y la marcha del club del segundo. En la temporada 1997/98 por primera vez el equipo se clasifica para la liguilla de ascenso de la mano de Ramón Blanco, no teniendo fortuna en la misma. Se gana y empata con el Barcelona B y Cultural Leonesa, pero se pierde los dos partidos con el Real Madrid B. Siendo, sin embargo el Barcelona B el equipo que consigue el ascenso. Ante la gran deuda que arrastra el club, las acciones se ponen a la venta, un gran paquete de acciones, más del cincuenta por ciento, lo adquiere el grupo madrileño Asesoramiento Deportivo Andaluz (ADA).
En la campaña 1998/99, ya con el club en manos de ADA, Antonio Muñoz continua como presidente y ante los malos resultados de inicio de campeonato se ve obligado a dimitir, ocupando el cargo el consejero del socio mayoritario Rafael Mateo Alcántara. Mateo destituye al técnico Juan Antonio Sánchez Franzón en el banquillo, que había sustituido al entrenador inicial Ismael Díaz Galán, y lo reemplaza por el técnico catalán Jordi Gonzalvo quien no consigue los objetivos para los que había sido contratado.

## Años 2000

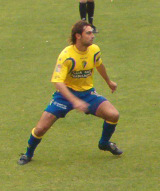
Andrés Fleurquín formó parte del once inicial que consiguió en Chapín, el último ascenso a Primera división del Cádiz CF hasta la fecha.

En la temporada 2000/01, estando el club a punto de desaparecer, Antonio Muñoz y su grupo se hacen de nuevo con el Cádiz, ayudados por la afición, de la que consigue recaudar 210.000 euros. En lo deportivo, el entrenador Carlos Orúe, sacó adelante al equipo que estuvo seis meses sin cobrar, logrando al final el campeonato del Grupo IV de Segunda División B. Se encajaron solo tres goles en la segunda vuelta y se ganaron los diez últimos partidos de liga. En la liguilla de ascenso le faltó suerte y pese a quedar líder empató a puntos con el Gimnàstic de Tarragona, que ascendió por el gol-average.
En la campaña 2002/03, se revoluciona el vestuario. Se apuesta por un técnico joven, procedente de la cantera que viene de hacer una sensacional temporada con el equipo juvenil, el exjugador José González. Este confía en Alfonso Cortijo como segundo entrenador. En la secretaría técnica también hay cambio siendo nombrado Alberto Benito, jugador del equipo hasta la temporada anterior. Asimismo, la revolución llega a los despachos, asignándole la dirección del club a José Mata Morales, reconocido cadista y experto en marketing quien sustituye en su cargo a Francisco Canal Fidalgo. El Cádiz dominó con autoridad la liga desde el primer momento y pudo meterse como cuarto clasificado en la liguilla de ascenso. En la liguilla, solo pierde un partido, el disputado en el Miniestadi ante el Barcelona B por 3-1. El 29 de junio de 2003, con unos 15.000 aficionados en el Estadio Ramón de Carranza y el Cádiz jugando en el Estadio Juan Guedes de Las Palmas ante el Universidad, la multitud solo está pendiente de una gran pantalla en la que se sigue el partido en las Canarias. Al Cádiz le basta con el empate, pero se adelanta el Universidad con gol de Jonathan Sesma, que recalaría en el Cádiz aquel verano. Poco después una internada de Matías Pavoni acaba en penalti que es transformado por el portuense Abraham Paz. El partido acaba con 1-1 y la locura estalla en Cádiz. La ciudad se echó a la calle y en la fuente de las Puertas de Tierra los cadistas se bañaron para festejarlo.
En la campaña 2003/04, Cádiz de nuevo en Segunda División, realiza un buen campeonato asentándose en la categoría. En el apartado social las estructuras del club experimentan una profunda renovación, poniéndose las bases necesarias para la adaptación de la entidad a las nuevas estructuras del fútbol profesional actual. Se crea la tienda oficial, la fundación Cádiz CF, la escuela de fútbol Michael Robinson, un gabinete de asesoramiento psicopedagógico, el club de empresas y se impulsa la página web oficial entre otras cosas. También crece el número de peñas repartidas por toda España, alcanzándose el medio centenar de ellas.
El Cádiz bajo las órdenes del uruguayo Víctor Espárrago consigue en la temporada 2004/05 el ascenso a Primera División, el cual se consuma en Chapín, ante el Xerez CD, al cual vencen los amarillos por 0-2, con tantos de Oli y Abraham Paz de penalti. El once inicial de aquel partido estuvo formado por: Armando, Raúl López, Abraham Paz, De Quintana, Varela, Suárez (Bezares 67'), Fleurquín, Enrique (Dani Navarrete 75'), Jonathan Sesma, Pavoni (Manolo Pérez 87') y Oli.
La temporada siguiente, 2005/06, en primera, es más discreta. Pese a un buen inicio de campeonato, finalmente se vuelve de nuevo a Segunda División. En su regreso, el Cádiz de José González obtiene un quinto puesto, pero en la campaña siguiente 2007/08 compra del club el empresario gaditano afincado en Madrid Arturo Baldasano Supervielle, quien descubre descuadres económicos que esconden una monstruosa deuda de la etapa de Muñoz, que unido a las elevadas fichas de los futbolistas contratados por Baldasano, aun inconsciente de esa deuda ocultada, hacen que el club se encuentre en quiebra técnica. Se va Baldasano, regresa Muñoz, que prescinde de la directiva y cuerpo técnico del primero, disparándose los finiquitos y empeorando la situación, y no se puede enderezar el rumbo de un vestuario desengañado y desmotivado, que entra en una línea negativa que le hará descender de nuevo a Segunda B. Todavía pueden eludir el descenso a 2ºB en la última jornada si vencen al Hércules Club de Fútbol en Alicante. El Cádiz se adelantaba con gol de Gustavo López, pero pocos minutos después empataba el equipo local con un sospechoso fallo en el control de balón de Abraham Paz. En el minuto 96 de un largo descuento, con todos los partidos de Primera y Segunda finalizados, el Cádiz se encuentra con un penalti a su favor por manos de un defensor. De nuevo Abraham Paz es triste noticia, al tirar al palo, rebotar el balón en el cuerpo del portero y salir por la línea de fondo, acabándose ahí el partido. Más esperpéntico fue la llegada del autobús del equipo de regreso a Cádiz, donde sólo llevan a un puñado de jugadores que se pueden contar con los dedos de la mano; el resto se habían marchado de vacaciones nada más abandonar el Estadio José Rico Pérez, cada uno a su bola, y el entrenador Julián Rubio sin saberlo.
Esta vez, el periplo del Cádiz por la Segunda B sólo duró una temporada, 2008/09. El equipo bajo la dirección de un joven técnico, Javi Gracia, se clasificó como campeón de su grupo para disputar el play-off de ascenso a segunda división. Su rival fue el Real Unión de Irún. El partido de ida se disputó en el Estadio Ramón de Carranza, con el resultado de 1-0 a favor del equipo cadista con gol de Mariano Toedtli. El partido de vuelta en el Stadium Gal, acabó con empate a cero, haciendo suficiente la renta del equipo gaditano en el partido de ida, por lo que se conseguía así retornar a segunda división. Posteriormente se convirtió en el primer campeón absoluto de Segunda División B, al superar al FC Cartagena en la final a doble partido por el título, victoria 1-2 en Cartagena y empate a uno en Carranza.
En la temporada 2009/10, el equipo gaditano se encontraba inmerso en 2ª División, siguiendo en el banquillo el artífice del ascenso, Javi Gracia. Para esta temporada destacó la contratación del delantero internacional Diego Tristán, procedente del West Ham United, de la Premier League inglesa, así como el delantero nigeriano Ogbeche, que a pesar de su lesión del pubis durante tres meses acaba siendo el máximo goleador. A mediados de la temporada, el entrenador fue sustituido por Víctor Espárrago para eludir el descenso de 2ªB pero tras una patética temporada el equipo no logra la permanencia. Se puede decir que perder en la penúltima jornada fuera ante la Sociedad Deportiva Huesca fue la sentencia, en un partido donde los aragoneses perdían 0-1 jugando con uno menos por expulsión y que acabaron remontando ante la actitud cobarde y acomplejada del equipo amarillo. El Cádiz acabó descendiendo en la última jornada en casa ante el CD Numancia, al que logra vencer de manera estéril por 4-2 ante unos 10 000 espectadores que al término del partido se retiran cabizbajos y en silencio.
El nuevo descenso a 2ºB provoca que Antonio Muñoz y su directiva presenten su dimisión en bloque y anuncien que el club está en venta, y el precio de la venta son 3,5 millones de euros. Una cifra muy abusiva según diferentes sectores del cadismo, quienes se empiezan a movilizar contra Muñoz en la constituida Plataforma Vende Y Vete, así como ataques de aficionados a su gestión en portales cadistas y en la revista quincenal Ese Cádiz...Oé, donde el cisma entre su redactor jefe Carlos Medina y Muñoz son evidentes.
También el club entra en Ley Concursal, regateando su inminente desaparición por deudas a la espera de la decisión de los juzgados si resulta el club viable o no.

## Años 2010
En la temporada 2010/11, el equipo logró acabar en la cuarta plaza de la clasificación, con un plantel bastante venido a menos que el año anterior. Hristo Vidakovic comienza entrenando al club, pero a la jornada 13 es destituido y llega José González, que con sus más y sus menos logra la clasificación. La posición lograda en liga permitió al Cádiz jugar la promoción de ascenso a Segunda División 2011. Tras ganar 2-0 en  Carranza, cayó eliminado en primera ronda tras perder en Anduva contra el Club Deportivo Mirandés por un resultado de 4-1, en un partido donde nuevamente los amarillos mostraron una actitud cobarde y de no estar a la altura.
Ese verano de 2011 se llega a un acuerdo con Quique Pina, presidente del Granada Club de Fútbol, para la gestión deportiva del club, así como de una posible venta del club al finalizar la campaña en 2012, de la que dependerá si el Cádiz asciende a Segunda o si sale adelante en la Ley Concursal. Quique Pina tiene relaciones con la familia Pozzo, dueña del Udinese italiano, quien consigue jugadores para cederlos y venderlos. La plantilla del Cádiz, compuesta predominantemente por jugadores de su propiedad, consigue el campeonato de su grupo, lo que le da la posibilidad de ascender directamente tras eliminar a otro campeón, o bien, reengancharse a una repesca si cayera eliminado. Le toca en suerte al Real Madrid Castilla, quien vence en la ida 0-3 en Carranza y la vuelta 5-1 en el Estadio Alfredo Di Stéfano, en una eliminatoria donde el filial blanco fue claramente superior. En la repesca consigue eliminar al Albacete en la tanda de penaltis en Carranza tras empatar ambos partidos a cero, pero no se pudo culminar el ascenso en la siguiente ronda al caer ante el CD Lugo igualmente en los penaltis, tras igualar en Carranza el 3-1 de la ida en Lugo en aquel partido marcado por la polémica arbitral.
A pesar de no ascender, Pina siguió interesado por el club, y le pide a Muñoz que le ceda sus acciones durante un año para poder gestionar plenamente el club, tratar nuevamente de ascender y sólo a partir de ahí, en su opinión, empezará a haber beneficios. Pero Muñoz finalmente rechaza la propuesta y el 12 de julio de 2012 vende sus acciones por 400.000 euros a un grupo de capital internacional, italo-suizo para ser más exactos, con cabeza visible para el Cádiz en la figura de Florentino Manzano García como nuevo presidente, Alessandro Gaucci, como director deportivo, y Giovanni del Re como representante del grupo inversor, poniendo fin a la etapa de Muñoz como máximo accionista del club.